# Pergine Valsugana
Pergine Valsugana är en ort och kommun i provinsen Trento i regionen Trentino-Sydtyrolen i Italien. Kommunen hade 21 471 invånare (2018).